# Harper County, Kansas
Harper County är ett administrativt område i delstaten Kansas, USA, med 6 034 invånare. Den administrativa huvudorten (county seat) är Anthony.

## Geografi
Enligt United States Census Bureau har countyt en total area på 2 080 km². 2 076 km² av den arean är land och 4 km² är vatten.

### Angränsande countyn
- Kingman County - nord
- Sumner County - öst
- Grant County, Oklahoma - sydost
- Alfalfa County, Oklahoma - sydväst
- Barber County - väst

### Orter
- Anthony (huvudort)
- Attica
- Bluff City
- Danville
- Harper
- Waldron